# Zelenovka (Penza)
|  | Per a altres significats, vegeu «Zelenovka». |

Zelenovka (Зеленовка en rus) - és un poble de l'óblast de Penza, a Rússia, que en el cens del 2010 tenia 551 habitants.